# Krešića gradina
Krešića gradina je gradina u BiH.

## Zemljopisni položaj
Smještena je kod Par Sela Gornjeg, 200 metara sjevernije, na nadmorskoj visini od od 333 m. Prostire se na nekoliko hektara. Sliči na prevlaku jezičastog oblika. Pruža se u smjeru sjeverozapad – jugoistok.

## Povijest
Nastala je u pretpovijesti. Iskopavanjima je nađeno mnogo keramike. Od metala tu je pronađena samo jedna fragmentirana brončana igla. Arheolozi su analizanjem nalaza datirali osnivanje naselja na ovom mjestu unutar kasnog brončanog doba. Mlađi sloj nalaza sadrži latensku keltsku keramiku. Život se ovdje odvijao i u metalnom dobu, čega je u ovom kraju bilo i na području Gradovrha, Kreke, Tuzle (prostor između Glazbene škole na istoku, kina Mladost na zapadu, bivše zgrade Interne bolnice na sjeveru i Gradske tržnice na jugu), Gornje Tuzle i Slavinovića. Ilirski nalazi datirani su u halštatsko razdoblje. U srednjem vijeku od gradine napravljena je utvrda.
Istraživana je sredinom 1950-ih i početkom 1980-ih. Veljko Milić je 1983. izvršio sondažna iskopavanja. Pronađeni materijal prenesen je u Muzej istočne Bosne.